# Otelo (película de 1951)
Otelo (cuyo título original en inglés es The Tragedy of Othello: The Moor of Venice, literalmente La tragedia de Otelo, el moro de Venecia) es una película dramática de 1951 dirigida y producida por Orson Welles, quien también adaptó la obra de Shakespeare e interpretó el papel principal. Ganadora del Gran Premio del Festival Internacional de Cine (nombre precursor de la Palma de Oro) en el Festival Internacional de Cine de Cannes de 1952, la película fue distribuida por United Artists cuando se estrenó en Estados Unidos en 1955. Otelo se filmó en locaciones durante un período de tres años en Marruecos, Venecia, Toscana y Roma, así como en los estudios Scalera en Roma. 
Además de Orson Welles, el reparto estaba formado por Micheál Mac Liammóir como Yago (uno de sus únicos papeles protagonistas en películas), Robert Coote como Rodrigo, Suzanne Cloutier como Desdémona, Michael Laurence como Cassio, Fay Compton como Emilia y Doris Dowling como Bianca. Se han estrenado en cines tres versiones diferentes de la película: dos supervisadas por Welles y una restauración en 1992 supervisada por su hija Beatrice Welles.

## Sinopsis
Otelo, «el moro de Venecia», es un oficial enamorado de Desdémona que deberá luchar primero contra su futuro suegro, Brabancio, un personaje racista que no desea casar a su hija con un negro; y que después deberá luchar contra el demonio de los celos. Yago será el encargado de sembrar la semilla de la desconfianza en Otelo. Haciéndole creer que su esposa le es infiel con Casio, cosa que provocará el conocido y trágico desenlace final.

## Reparto
En orden de aparición:
- Micheál Mac Liammóir como Yago.
- Suzanne Cloutier como Desdémona.
- Orson Welles como Otelo.
- Robert Coote como Rodrigo.
- Hilton Edwards como Brabantio.
- Michael Laurence como Cassio.
- Fay Compton como Emilia.
- Nicholas Bruce como Ludovico.
- Jean Davis como Montano.
- Doris Dowling como Bianca.

## Producción

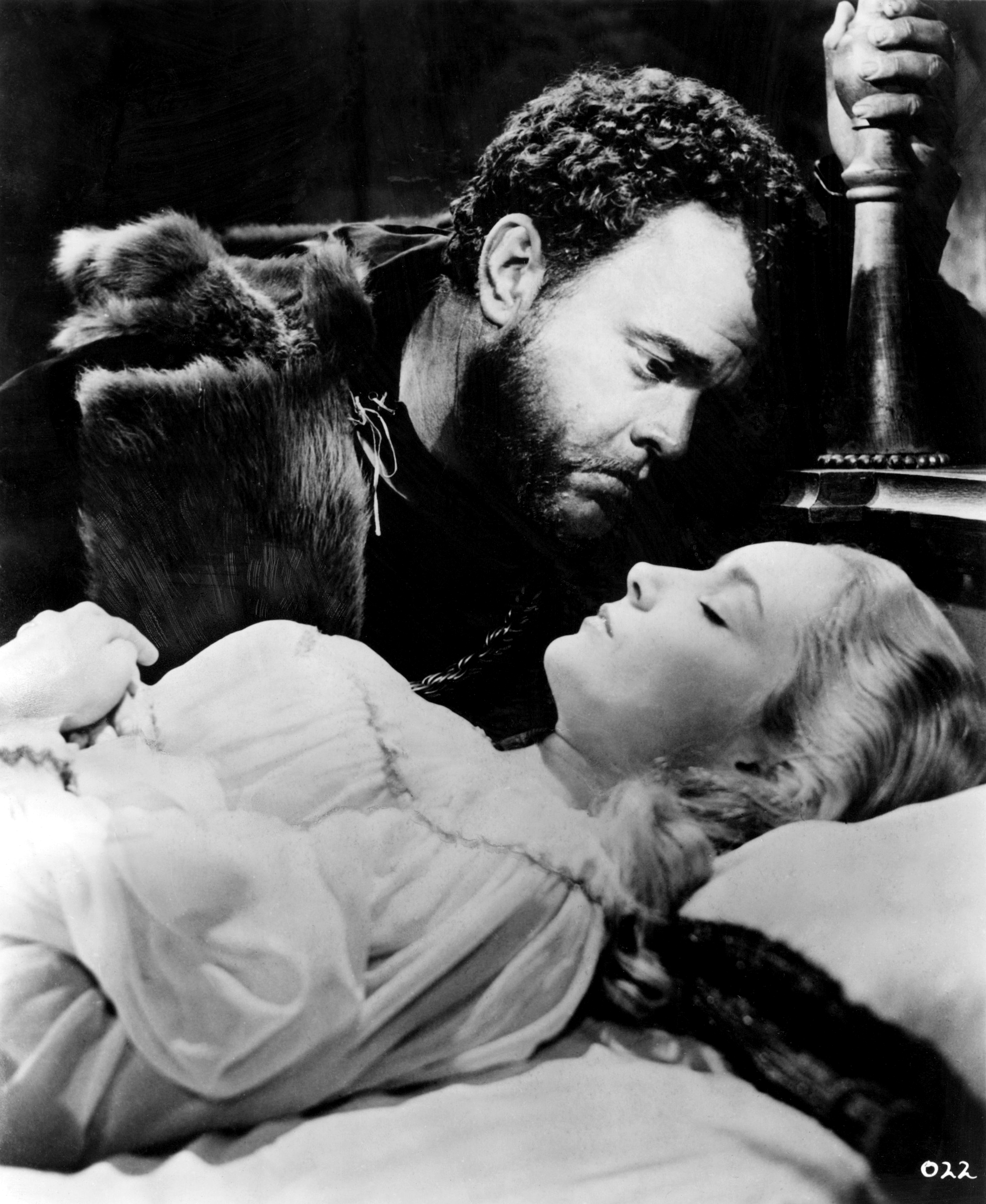
Orson Welles y Suzanne Cloutier en Otelo.

Otelo, uno de los rodajes más complicados de Welles, se filmó de forma errática a lo largo de tres años. El rodaje comenzó en 1949, pero se vio obligado a interrumpirse cuando el productor italiano original de la película anunció en uno de los primeros días de rodaje que estaba en quiebra. En lugar de abandonar el rodaje por completo, Welles, como director, comenzó a invertir su propio dinero en el proyecto. Cuando también se quedó sin dinero, tuvo que dejar de filmar durante meses para recaudar fondos, principalmente participando en otras producciones. Por falta de fondos, la producción se detuvo al menos tres veces. La película encontró algunas soluciones imaginativas a una serie de problemas logísticos; la escena en la que Rodrigo es asesinado en un baño turco se filmó de esa forma porque los trajes originales fueron confiscados y usar reemplazos habría significado un retraso. Una de las escenas de lucha comienza en Marruecos, pero el final se filmó en Roma varios meses después. Welles utilizó el dinero de sus papeles como actor, como en El tercer hombre (1949), para ayudar a financiar la película, pero esto a menudo implicaba pausar el rodaje durante varios meses mientras él se iba a recaudar dinero; y estas pausas se complicaron aún más por la disponibilidad cambiante de diferentes actores, lo que significó que algunos papeles clave (como Desdémona) tuvieron que ser reelegidos y escenas enteras filmadas nuevamente. Esta extensa sesión se detalla en el libro Put Money in Thy Purse de Micheál MacLiammóir.
Cuando Welles actuó en la película La rosa negra de 1950, insistió en que el abrigo que llevaba su personaje, Bayan, estuviera forrado de visón, aunque no fuera visible. A pesar del gasto, los productores accedieron a su petición. Al final del rodaje, el abrigo desapareció, pero posteriormente se pudo ver en Otelo con el forro de piel al descubierto.
Según se informó, Welles quedó extremadamente satisfecho con la banda sonora de la película compuesta por Angelo Francesco Lavagnino, y Lavagnino volvió a proporcionar las bandas sonoras de las dos películas shakespearianas posteriores de Welles: Campanadas a medianoche (1965) y El mercader de Venecia (1969).

## Lanzamiento
Una versión doblada de Otelo se estrenó en Roma, Italia, el 29 de noviembre de 1951. La versión original en inglés de Welles se estrenó en el Festival de Cannes el 10 de mayo de 1952 y se estrenó en general en Europa. A diferencia del corte estadounidense posterior, la banda sonora en general no tenía fallos, salvo algún doblaje ligeramente desincronizado. Presenta diferentes ediciones de muchas escenas de las otras dos versiones, con ángulos de cámara alternativos utilizados. Una copia permanece conservada en la Cinemateca de París.
Welles supervisó una versión diferente de Otelo para el mercado estadounidense, un corte de 93 minutos estrenado el 12 de septiembre de 1955 en la ciudad de Nueva York. Esta película tuvo una serie de ediciones menores y varios cambios importantes en la banda sonora, incluido el reemplazo de los títulos narrados por parte de Welles por créditos escritos (solicitado por el distribuidor de la película, United Artists) y la adición de una narración de Welles. Toda la actuación de Suzanne Cloutier fue doblada por Gudrun Ure, quien previamente había interpretado a Desdémona junto a Welles en una producción teatral de Otelo de 1951 que se realizó para recaudar fondos para completar la película. Paul Squitieri, en un estudio de doctorado de 1993 sobre la película en sus diversas formas, sostiene que la versión estadounidense representa un «compromiso», con algunos de los cambios impuestos a Welles, y que el corte europeo original representa la versión más fiel. En 1994 salió a la venta una versión LaserDisc Criterion de esta versión, pero fue retirada de la venta tras una acción legal por parte de la hija de Welles, Beatrice Welles.
Welles presentó fragmentos de Otelo en su película de 1978 Filming Othello, pero todos ellos habían sido completamente reeditados por él para el documental, por lo que no aparecen en la película original en la misma forma. Los clips fueron acompañados de una voz en off de Welles, por lo que no se escuchó ninguna parte de la banda sonora original durante Filming Othello.

### Recepción crítica
Estrenada en Europa con gran éxito en 1952, Otelo ganó el Grand Prix du Festival International du Film en el Festival Internacional de Cine de Cannes de 1952 bajo la bandera marroquí. Welles no pudo encontrar un distribuidor para la película en Estados Unidos durante más de tres años, e incluso después de su estreno en ese país, fue en gran medida ignorada.
La película fue reestrenada en los cines en una restauración de 1992 que se proyectó «fuera de competencia» en el Festival Internacional de Cine de Cannes de 1992 y se mostró con gran éxito en los Estados Unidos, aunque la restauración del sonido sería posteriormente criticada. La película tiene un índice de aprobación del 93% en Rotten Tomatoes, basado en 32 reseñas con una calificación promedio de 7.9/10. El consenso crítico del sitio web afirma: «Esta versión irregular de Otelo puede tomarse libertades con el material original, pero el genio de Orson Welles nunca deja de impresionar».

### Restauración de 1992
En 1992, Beatrice Welles-Smith, hija de Orson Welles, supervisó la restauración de la película, en la que se gastaron más de un millón de dólares en mejorar la calidad de la imagen, resincronizar el audio, añadir efectos de sonido adicionales y regrabar completamente la música en estéreo. Aunque la restauración fue recibida con críticas positivas tras su lanzamiento, posteriormente fue objeto de ataques por numerosos fallos técnicos y alteraciones. Se realizaron más modificaciones entre el estreno en cines de la restauración y su lanzamiento en los medios domésticos, después de quejas de que la escena de apertura carecía del canto gregoriano que tenía anteriormente y otra escena faltaba por completo. Esta es la única versión que ha estado disponible en VHS y DVD desde mediados de la década de 1990, ya que las acciones legales de Beatrice Welles han bloqueado la venta de cualquiera de las versiones lanzadas por Orson Welles. Esta versión tiene una duración de 91 minutos.
Varios historiadores de cine criticaron el trabajo de restauración. Jonathan Rosenbaum argumentó que se realizaron numerosos cambios en contra de la intención de Welles y que la restauración fue incompetente, habiendo utilizado como fuente una copia de distribución original con una banda sonora defectuosa. De hecho, los elementos visuales de la restauración de 1992 utilizaron como fuente un positivo maestro de grano fino (descubierto en un depósito de Nueva Jersey), no una copia de distribución. El audio provino de una impresión de distribución que fue resincronizada, prácticamente sílaba por sílaba, por el equipo de restauración para que coincidiera con el positivo maestro. Como algunas partes de voz tenían música debajo, la música recién grabada y la pista de efectos tenían que coincidir con la música que estaba debajo del diálogo, lo que generaba inconsistencias. La falla en la banda sonora de la versión estadounidense es que el ruido blanco es audible en el fondo durante los diálogos y la música, pero el ruido se corta cuando no hay acción, lo que significa que el ruido blanco es más notorio cuando regresa. La restauración buscó minimizar este problema, pero todavía está presente en algunos lugares. Por el contrario, el problema del ruido blanco no está presente para empezar en el corte europeo original de Welles de 1952.
Rosenbaum hace varias acusaciones de incompetencia por parte del equipo de restauración, incluyendo que el equipo de restauración desconocía la existencia del corte europeo y en su lugar basó su trabajo en el corte estadounidense que estaba más alejado de la visión original de Welles. El equipo recortó el orden de escenas enteras para que los diálogos coincidieran. Inexplicablemente, faltaba una escena en el estreno en cine, pero fue restaurada para el lanzamiento en vídeo/DVD. En la escena de apertura, en el estreno en cines, faltaba el importante canto gregoriano, pero éste fue restaurado para el DVD. La banda sonora recibió críticas especiales. En lugar de consultar los documentos del compositor Angelo Francesco Lavagnino, donde sobrevive una copia completa de la partitura, los restauradores optaron por transcribir la música a partir del audio de mala calidad de la copia que tenían, en la que se habían cometido numerosos errores (el hijo de Lavagnino llegó a afirmar que la nueva partitura es tan diferente que ya no es obra de su padre). La nueva banda sonora también fue grabada con recursos posiblemente menos impresionantes que la versión original: aunque Welles solo utilizó un micrófono para una banda sonora monoaural, tenía 40 mandolinas tocando en su versión, mientras que la nueva banda sonora estéreo utilizó tres. Además, Rosenbaum afirma que al negarse a dar permiso para que se exhibiera o estrenara la versión de su padre, Beatrice Welles «hizo efectivamente que la versión de la película de su padre (así como, más indirectamente, su último largometraje Filming Othello) fuera ilegal, para poder ganar más dinero con su propia versión», ya que solo recibe regalías por la versión que restauró. Muchas de estas críticas han sido posteriormente repetidas por otros académicos como David Impastato y Michael Anderegg.
Anderegg critica en particular las afirmaciones audaces que hicieron los restauradores en el momento del estreno de la película en 1992, incluidas las declaraciones de Beatrice Welles: «Esta es una película que nadie ha visto», que era una «película perdida» y que «nunca se estrenó en cines» (todas las cuales son falsas), y descarta como hiperbólica la opinión del restaurador de películas Michael Dawson de que el doblaje original de Welles era como «ciencia ficción japonesa». En cambio, Anderegg argumenta que Otelo simplemente se proyectó rara vez. Jonathan Rosenbaum ha defendido el doblaje desincronizado de algunas líneas en la versión original de Welles, señalando que era típico de las películas europeas de principios de los años 1950 y comparando los intentos modernos de resincronizarlo con la coloración propuesta de Citizen Kane.
En 2014, Carlotta Films US lanzó una restauración digital 2K de la versión de 1992 en DCP. Esta versión digital se estrenó en Dallas en el UAA Film Festival de 2014, y posteriormente se proyectó en otras ciudades en el circuito de cine independiente. The New Yorker informó que la banda sonora monoaural fue una gran mejora con respecto a la versión anterior de la restauración: «mucho más apropiada para un lanzamiento en blanco y negro de bajo presupuesto de 1952».

### Medios domésticos
El 26 de septiembre de 2017, The Criterion Collection lanzó las versiones europea y estadounidense de Otelo de 1955 en Blu-ray y DVD. Las características especiales incluyen el cortometraje Return to Glennascaul (1951); comentarios de audio de Peter Bogdanovich y Myron Meisel; y entrevistas con Simon Callow, Joseph McBride, François Thomas y Ayanna Thompson.